# 멜리사 앤 조이
《멜리사 앤 조이》(영어: Melissa & Joey)는 2010년 8월 17일부터 2015년 8월 5일까지 ABC 패밀리에서 방영한 미국의 시트콤이다.

## 개요
오하이오주 털리도의 시의원 멜 버크(멀리사 조앤 하트 분)는 30대에 접어든 독신 여성이다. 하지만 언니와 형부가 폰지 사기로 금융 사기범으로 검거되고 난 후 갈 곳이 없어진 조카 레넉스 스캔런(테일러 스프라이틀러 분)과 라이더 스캔런(닉 로빈슨 분)이 멜의 집에서 머물게 된다. 게다가 형부 루이스 스캔런(존 로스 바우이 분) 밑에서 일하던 부사장 조 롱고(조이 로런스 분)가 일자리를 구할 수 없다며 하소연하자 멜은 엉겁결에 그를 집에서 지내는 가정부 겸 유모로 맞아들이게 되는데...

## 출연진
메인
- 멀리사 조앤 하트 - 멜러니 앨리슨 "멜" 버크 역
- 조이 로런스 - 조지프 폴 "조" 롱고 역
- 테일러 스프라이틀러 - 레넉스 엘리자베스 스캔런 역
- 닉 로빈슨 - 라이더 스캔런 역